# ميلويكو سبايتش
ميلويكو " ميكي " سباجيك  (24 سبتمبر 1987) هو سياسي ومهندس مالي من الجبل الأسود يشغل منصب رئيس وزراء الجبل الأسود منذ أكتوبر 2023. شغل أيضًا منصب وزير المالية والرعاية الاجتماعية في حكومة الجبل الأسود وحكومة زدرافكو كريفوكابيتش من عام 2020 إلى عام 2022.
سباييتش هو رئيس حزب أوروبا الآن الوسطي. اعتبارًا من عام 2024، أصبح ثالث أصغر زعيم دولة في العالم، بعد إبراهيم تراوري من بوركينا فاسو ودانيال نوبوا من الإكوادور.

## الحياة الشخصية
لدى سباييتش ابنة من شريكته السابقة. وهو عضو في الكنيسة الأرثوذكسية الصربية.

## الروابط الخارجية
| المناصب السياسية      | المناصب السياسية                    | المناصب السياسية |
| --------------------- | ----------------------------------- | ---------------- |
| سبقه دريتان أبازوفيتش | رئيس وزراء الجبل الأسود 2023–الحاضر | الحالي           |